# برده رقصان
برده رقصان (به انگلیسی: The Slave Dancer) کتابی برای کودکان است که توسط پائولا فاکس نوشته شده و در سال ۱۹۷۳ منتشر شده‌است. این کتاب داستان پسری به نام جیسی بولر را روایت می‌کند که از نزدیک شاهد وحشی‌گری تاجران برده در اقیانوس اطلس است. این کتاب نه تنها شامل یک گزارش تاریخی است، بلکه همچنین به درگیری‌های عاطفی افرادی که در انتقال بردگان از آفریقا به سایر نقاط جهان شرکت دارند هم می‌پردازد.
این اثر در سال ۱۹۷۴ موفق به دریافت مدال نیوبری شده‌است.

## در ایران
کتاب «برده رقصان» برای نخستین بار در ایران در سال ۱۳۵۹ با ترجمه مصطفی رهبر و در ۱۹۶ صفحه توسط کانون پرورش فکری منتشر شد.
انتشارات کانون پرورش فکری سپس این کتاب را به مناسبت پنجاهمین سال فعالیت کانون در قالب طرح «پنجاه سال مهر و همگامی با کودکان و نوجوانان» بازنشر کرد.

## خلاصه داستان
این کتاب داستان نوجوان سیزده ساله‌ای را روایت می‌کند که شاهد وحشیگری انسان‌ها و تجارت برده‌است. جیسی بولر از خانه اش درنیواورلئان دزدیده می‌شود تا برای برده‌های آفریقایی که با کشتی به آمریکا آورده می‌شوند ساز بزند تا برقصند و قدرت بدنی‌شان در کشتی تحلیل نرود…

## نظر نویسنده
پائولا فاکس اظهار داشت که برای او «برده رقصان» سخت‌ترین کتابی است که تاکنون نوشته‌است. چون اولین کتاب تاریخی بود که او نوشته‌است و وی در تلاش برای صحیح بودن وقایع تاریخی و توصیف زمان مشکل داشت.